# Jalogny
Jalogny é uma comuna francesa na região administrativa de Borgonha-Franco-Condado, no departamento Saône-et-Loire. Estende-se por uma área de 10 km². Em 2010 a comuna tinha 385 habitantes (densidade: 38,5 hab./km²).